# 韦罗妮卡·弗拉索娃
韦罗妮卡·瓦列里耶芙娜·弗拉索娃（羅馬化：Veronika Valeriyevna Vlasova；1966年11月2日—）是俄罗斯政治人物，第八届国家杜马代表。
1990年至2021年，弗拉索娃在克麦罗沃地区临床医院工作，先是担任实习医生，后来担任妇科妇产科医生。2003年11月，她被任命为妇科主任。2012年9月至10月，她作为总统管理培训计划的一部分在荷兰实习。2021年9月起担任第八届国家杜马代表。

## 制裁
弗拉索娃于2022年因俄乌战争而受到英国政府制裁。